# Agim Ibraimi
Agim Ibraimi (in macedone Агим Ибраими?; Tetovo, 29 agosto 1988) è un ex calciatore macedone di etnia albanese, di ruolo centrocampista o attaccante.

## Biografia
Ibraimi è macedone, di etnia albanese con cittadinanza slovena. Ibraimi parla fluentemente sei lingue, quali albanese (lingua madre), inglese, tedesco, macedone, serbo-croato e sloveno. Ha un cugino Arijan, calciatore croato naturalizzato macedone, che gioca come centrocampista nella Dinamo Zagabria.

## Caratteristiche tecniche
È un'ala che può giocare indifferentemente sia a destra che a sinistra dell'attacco. Mancino, caratteristica che lo porta spesso a defilarsi sulla destra e ad accentrarsi per poi rifinire l'azione o calciare direttamente in porta con il sinistro; può essere impiegato anche dietro le punte nel ruolo di trequartista e si incarica spesso di battere calci d'angolo e punizioni.

## Carriera

### Club

#### Škendija, Salisburgo ed Olimpia Lubiana
Cresce nello Škendija, squadra macedone della sua città natale, con la quale, nel 2005, colleziona 49 presenze e 3 reti, aiutando la squadra a piazzarsi al 5º posto nella Prva Liga. Nel 2006 passa alle giovanili degli austriaci del Salisburgo, totalizzando 3 presenze in prima squadra. Si trasferisce in seguito in Slovenia, firmando con l'Olimpia Lubiana, con la quale, dal 2008 al 2010, conquista la promozione nella stagione 2008-2009, raggiungendo il 4º posto nella massima divisione del campionato sloveno nella stagione successiva, piazzamento che è valso al club l'accesso ai preliminari dell'Europa League 2010-2011.

#### L'esperienza in Turchia e il ritorno in Slovenia
Dopo una breve esperienza con i turchi dell'Eskişehirspor torna in Slovenia, prima al Nafta e poi dal 2011 al Maribor, esordendo nella partita contro il F91 Dudelange nelle qualificazioni di Champions League, segnando inoltre il suo primo gol con la nuova squadra. Nel maggio 2012 firma un nuovo contratto, legandosi al Maribor fino al 2015. Alla prima stagione vince il campionato, la coppa nazionale e la Supercoppa di Slovenia, siglando in quest'ultima partita la rete del decisivo 2-1 contro l'Olimpia Lubiana. Nel dicembre 2012 viene premiato come miglior calciatore macedone dell'anno, oltre a essere riconosciuto come uno dei migliori centrocampisti del campionato sloveno 2012-2013, assieme ai compagni di squadra Goran Cvijanović e Nik Omladič, e miglior giocatore in assoluto durante lo stesso campionato.

#### Prestito al Cagliari e il ritorno al Maribor
Il 1º settembre 2013 passa in prestito con diritto di riscatto alla squadra italiana del Cagliari nell'ambito di uno scambio con il centrocampista offensivo Pablo Ceppellini escluso dalla rosa cagliaritana dopo il ritorno dal prestito al Lumezzane. Sceglie la maglia numero 10. Esordisce in Serie A il 21 settembre nell'incontro casalingo contro la Sampdoria terminato 2-2, subentrando al 67º minuto al posto di Andrea Cossu. Nella prima parte della stagione trova poco spazio, entrando il più delle volte dalla panchina e giocando solo spezzoni di partita. A gennaio si ipotizza un suo ritorno in Slovenia e la risoluzione del prestito con il Maribor; ciò nonostante il giocatore rimane a Cagliari e il 2 marzo 2014 segna il suo primo gol in Serie A, realizzando il definitivo 3-0 nella partita Cagliari-Udinese. La seconda rete arriva su calcio di rigore nella partita pareggiata 1-1 in casa del Sassuolo, risultato che permette ai rossoblù di allontanarsi dalla zona retrocessione. A fine stagione non viene riscattato e fa quindi ritorno al Maribor.

### Nazionale
Ha vestito la maglia della nazionale macedone Under-21 in diverse occasioni, mentre il debutto in nazionale maggiore è avvenuto il 12 agosto 2009, in un incontro amichevole contro la Spagna. Ha segnato la sua prima rete il 12 ottobre 2012 in occasione della gara di qualificazione ai Mondiali 2014 persa 1-2 contro la Croazia. Si è ripetuto quattro giorni più tardi siglando la rete decisiva nella vittoria macedone per 1-0 contro la Serbia.

## Statistiche

### Presenze e reti nei club
Statistiche aggiornate al 28 aprile 2021.
| Stagione               | Squadra                | Campionato             | Campionato | Campionato | Coppe nazionali | Coppe nazionali | Coppe nazionali | Coppe continentali | Coppe continentali | Coppe continentali | Altre coppe | Altre coppe | Altre coppe | Totale | Totale |
| Stagione               | Squadra                | Comp                   | Pres       | Reti       | Comp            | Pres            | Reti            | Comp               | Pres               | Reti               | Comp        | Pres        | Reti        | Pres   | Reti   |
| ---------------------- | ---------------------- | ---------------------- | ---------- | ---------- | --------------- | --------------- | --------------- | ------------------ | ------------------ | ------------------ | ----------- | ----------- | ----------- | ------ | ------ |
| 2004-2005              | Škendija               | PL                     | 3          | 1          | CM              | 0               | 0               | -                  | -                  | -                  | -           | -           | -           | 3      | 1      |
| 2005-2006              | Škendija               | PL                     | 26         | 2          | CM              | 0               | 0               | -                  | -                  | -                  | -           | -           | -           | 26     | 2      |
| lug.-set. 2006         | Škendija               | PL                     | 20         | 0          | CM              | 0               | 0               | -                  | -                  | -                  | -           | -           | -           | 20     | 0      |
| 2006-2007              | Salisburgo             | BL                     | 0          | 0          | CA              | 1               | 0               | UCL+CU             | 0                  | 0                  | -           | -           | -           | 1      | 0      |
| 2007-2008              | Salisburgo             | BL                     | 3          | 0          | CA              | 0               | 0               | UCL+CU             | 0                  | 0                  | -           | -           | -           | 3      | 0      |
| Totale Salisburgo      | Totale Salisburgo      | Totale Salisburgo      | 3          | 0          |                 | 1               | 0               |                    | 0                  | 0                  |             | -           | -           | 4      | 0      |
| 2008-2009              | Olimpia Lubiana        | 2. SNL                 | 19         | 11         | CS              | 0               | 0               | -                  | -                  | -                  | -           | -           | -           | 19     | 11     |
| 2009-2010              | Olimpia Lubiana        | 1. SNL                 | 28         | 8          | CS              | 2               | 2               | -                  | -                  | -                  | -           | -           | -           | 30     | 10     |
| Totale Olimpia Lubiana | Totale Olimpia Lubiana | Totale Olimpia Lubiana | 47         | 19         |                 | 2               | 2               |                    | -                  | -                  |             | -           | -           | 49     | 21     |
| 2010-gen. 2011         | Eskişehirspor          | SL                     | 1          | 0          | CT              | 1               | 0               | -                  | -                  | -                  | -           | -           | -           | 2      | 0      |
| gen.-giu. 2011         | Nafta                  | 1. SNL                 | 17         | 0          | CS              | -               | -               | -                  | -                  | -                  | -           | -           | -           | 17     | 0      |
| 2011-2012              | Maribor                | 1. SNL                 | 27         | 9          | CS              | 4               | 1               | UCL+UEL            | 3+8                | 1+2                | SS          | 1           | 1           | 43     | 14     |
| 2012-2013              | Maribor                | 1. SNL                 | 25         | 6          | CS              | 6               | 1               | UCL+UEL            | 6+6                | 1+1                | SS          | 1           | 1           | 44     | 10     |
| lug.-set. 2013         | Maribor                | 1. SNL                 | 4          | 2          | CS              | 0               | 0               | UCL                | 6                  | 0                  | SS          | 1           | 0           | 11     | 2      |
| 2013-2014              | Cagliari               | A                      | 25         | 2          | CI              | -               | -               | -                  | -                  | -                  | -           | -           | -           | 25     | 2      |
| 2014-2015              | Maribor                | 1. SNL                 | 24         | 2          | CS              | 3               | 0               | UCL                | 12                 | 4                  | SS          | 0           | 0           | 39     | 6      |
| 2015-2016              | Maribor                | 1. SNL                 | 27         | 10         | CS              | 1               | 0               | UCL                | 2                  | 0                  | SS          | 1           | 0           | 31     | 10     |
| Totale Maribor         | Totale Maribor         | Totale Maribor         | 107        | 29         |                 | 14              | 2               |                    | 43                 | 9                  |             | 4           | 2           | 168    | 42     |
| giu.-nov. 2016         | Astana                 | PL                     | 6          | 0          | QK              | 0               | 0               | UCL+UEL            | 4+1                | 1+0                | QS          | -           | -           | 11     | 1      |
| mar.-mag. 2017         | Astana                 | PL                     | 0          | 0          | QK              | 0               | 0               | UCL+UEL            | 0+0                | 0                  | QS          | -           | -           | 0      | 0      |
| Totale Astana          | Totale Astana          | Totale Astana          | 6          | 0          |                 | 0               | 0               |                    | 5                  | 1                  |             | 0           | 0           | 11     | 1      |
| 2017-2018              | Domžale                | 1. SNL                 | 20         | 4          | CS              | 0               | 0               | UCL                | 0                  | 0                  | SS          | 0           | 0           | 20     | 4      |
| 2018-gen. 2019         | Domžale                | 1. SNL                 | 16         | 2          | CS              | 3               | 0               | UEL                | 4                  | 0                  | SS          | 0           | 0           | 23     | 2      |
| Totale Domžale         | Totale Domžale         | Totale Domžale         | 36         | 6          |                 | 3               | 0               |                    | 4                  | 0                  |             | 0           | 0           | 43     | 6      |
| gen.-giu. 2019         | Škendija               | PL                     | 15         | 3          | CM              | 0               | 0               | UCL+UEL            | 0+0                | 0                  | -           | -           | -           | 15     | 3      |
| 2019-2020              | Škendija               | PL                     | 21         | 4          | CM              | 1               | 0               | UCL+UEL            | 2+2                | 2+2                | -           | -           | -           | 26     | 8      |
| lug.-ott. 2020         | Škendija               | PL                     | 0          | 0          | CM              | 0               | 0               | UCL+UEL            | 0+0                | 0                  | -           | -           | -           | 0      | 0      |
| Totale Škendija        | Totale Škendija        | Totale Škendija        | 85         | 10         |                 | 1               | 0               |                    | 4                  | 4                  |             | -           | -           | 90     | 14     |
| ott. 2020-2021         | Kukësi                 | KS                     | 35         | 15         | CA              | 3               | 2               | UEL                | 0                  | 0                  | -           | -           | -           | 38     | 17     |
| 2021-2022              | Dinamo Tirana          | KS                     | 35         | 8          | CA              | 5               | 3               | -                  | -                  | -                  | -           | -           | -           | 40     | 11     |
| Totale carriera        | Totale carriera        | Totale carriera        | 397        | 89         |                 | 30              | 9               |                    | 56                 | 14                 |             | 4           | 2           | 487    | 114    |

### Cronologia presenze e reti in nazionale
| Cronologia completa delle presenze e delle reti in nazionale ― Macedonia | Cronologia completa delle presenze e delle reti in nazionale ― Macedonia | Cronologia completa delle presenze e delle reti in nazionale ― Macedonia | Cronologia completa delle presenze e delle reti in nazionale ― Macedonia | Cronologia completa delle presenze e delle reti in nazionale ― Macedonia | Cronologia completa delle presenze e delle reti in nazionale ― Macedonia | Cronologia completa delle presenze e delle reti in nazionale ― Macedonia | Cronologia completa delle presenze e delle reti in nazionale ― Macedonia |
| Data                                                                     | Città                                                                    | In casa                                                                  | Risultato                                                                | Ospiti                                                                   | Competizione                                                             | Reti                                                                     | Note                                                                     |
| ------------------------------------------------------------------------ | ------------------------------------------------------------------------ | ------------------------------------------------------------------------ | ------------------------------------------------------------------------ | ------------------------------------------------------------------------ | ------------------------------------------------------------------------ | ------------------------------------------------------------------------ | ------------------------------------------------------------------------ |
| 12-8-2009                                                                | Skopje                                                                   | Macedonia                                                                | 2 – 3                                                                    | Spagna                                                                   | Amichevole                                                               | -                                                                        | 79’                                                                      |
| 2-6-2010                                                                 | Villaco                                                                  | Romania                                                                  | 0 – 1                                                                    | Macedonia                                                                | Amichevole                                                               | -                                                                        | 46’                                                                      |
| 8-10-2010                                                                | Andorra la Vella                                                         | Andorra                                                                  | 0 – 2                                                                    | Macedonia                                                                | Qual. Euro 2012                                                          | -                                                                        | 73’                                                                      |
| 12-10-2010                                                               | Skopje                                                                   | Macedonia                                                                | 0 – 1                                                                    | Russia                                                                   | Qual. Euro 2012                                                          | -                                                                        | 49’                                                                      |
| 2-9-2011                                                                 | Mosca                                                                    | Russia                                                                   | 1 – 0                                                                    | Macedonia                                                                | Qual. Euro 2012                                                          | -                                                                        |                                                                          |
| 6-9-2011                                                                 | Skopje                                                                   | Macedonia                                                                | 1 – 0                                                                    | Andorra                                                                  | Qual. Euro 2012                                                          | -                                                                        | 46’                                                                      |
| 11-10-2011                                                               | Skopje                                                                   | Macedonia                                                                | 1 – 1                                                                    | Slovacchia                                                               | Qual. Euro 2012                                                          | -                                                                        |                                                                          |
| 15-11-2011                                                               | Prilep                                                                   | Albania                                                                  | 0 – 0                                                                    | Macedonia                                                                | Amichevole                                                               | -                                                                        | 46’                                                                      |
| 29-2-2012                                                                | Lussemburgo                                                              | Lussemburgo                                                              | 2 – 1                                                                    | Macedonia                                                                | Amichevole                                                               | -                                                                        | 62’                                                                      |
| 26-5-2012                                                                | Leiria                                                                   | Portogallo                                                               | 0 – 0                                                                    | Macedonia                                                                | Amichevole                                                               | -                                                                        | 53’                                                                      |
| 29-5-2012                                                                | Estoril                                                                  | Angola                                                                   | 0 – 0                                                                    | Macedonia                                                                | Amichevole                                                               | -                                                                        | 90’                                                                      |
| 15-8-2012                                                                | Skopje                                                                   | Macedonia                                                                | 1 – 0                                                                    | Lituania                                                                 | Amichevole                                                               | -                                                                        |                                                                          |
| 7-9-2012                                                                 | Zagabria                                                                 | Croazia                                                                  | 1 – 0                                                                    | Macedonia                                                                | Qual. Mondiali 2014                                                      | -                                                                        |                                                                          |
| 11-9-2012                                                                | Glasgow                                                                  | Scozia                                                                   | 1 – 1                                                                    | Macedonia                                                                | Qual. Mondiali 2014                                                      | -                                                                        | 23’ 89’                                                                  |
| 12-10-2012                                                               | Skopje                                                                   | Macedonia                                                                | 1 – 2                                                                    | Croazia                                                                  | Qual. Mondiali 2014                                                      | 1                                                                        |                                                                          |
| 16-10-2012                                                               | Skopje                                                                   | Macedonia                                                                | 1 – 0                                                                    | Serbia                                                                   | Qual. Mondiali 2014                                                      | 1                                                                        |                                                                          |
| 14-11-2012                                                               | Skopje                                                                   | Macedonia                                                                | 3 – 2                                                                    | Slovenia                                                                 | Amichevole                                                               | 1                                                                        |                                                                          |
| 6-2-2013                                                                 | Skopje                                                                   | Macedonia                                                                | 3 – 0                                                                    | Danimarca                                                                | Amichevole                                                               | 1                                                                        | 80’                                                                      |
| 22-3-2013                                                                | Skopje                                                                   | Macedonia                                                                | 0 – 2                                                                    | Belgio                                                                   | Qual. Mondiali 2014                                                      | -                                                                        |                                                                          |
| 26-3-2013                                                                | Bruxelles                                                                | Belgio                                                                   | 1 – 0                                                                    | Macedonia                                                                | Qual. Mondiali 2014                                                      | -                                                                        |                                                                          |
| 3-6-2013                                                                 | Malmö                                                                    | Svezia                                                                   | 1 – 0                                                                    | Macedonia                                                                | Amichevole                                                               | -                                                                        |                                                                          |
| 14-8-2013                                                                | Skopje                                                                   | Macedonia                                                                | 2 – 0                                                                    | Bulgaria                                                                 | Amichevole                                                               | 1                                                                        |                                                                          |
| 6-9-2013                                                                 | Skopje                                                                   | Macedonia                                                                | 2 – 1                                                                    | Galles                                                                   | Qual. Mondiali 2014                                                      | -                                                                        | 58’ 61’                                                                  |
| 11-10-2013                                                               | Cardiff                                                                  | Galles                                                                   | 1 – 0                                                                    | Macedonia                                                                | Qual. Mondiali 2014                                                      | -                                                                        |                                                                          |
| 15-10-2013                                                               | Nikšić                                                                   | Serbia                                                                   | 5 – 1                                                                    | Macedonia                                                                | Qual. Mondiali 2014                                                      | -                                                                        | 46’                                                                      |
| 5-3-2014                                                                 | Skopje                                                                   | Macedonia                                                                | 2 – 1                                                                    | Lettonia                                                                 | Amichevole                                                               | 1                                                                        |                                                                          |
| 26-5-2014                                                                | Kufstein                                                                 | Camerun                                                                  | 2 – 0                                                                    | Macedonia                                                                | Amichevole                                                               | -                                                                        | 57’                                                                      |
| 30-5-2014                                                                | Rieti                                                                    | Qatar                                                                    | 0 – 0                                                                    | Macedonia                                                                | Amichevole                                                               | -                                                                        | 64’                                                                      |
| 8-9-2014                                                                 | Valencia                                                                 | Spagna                                                                   | 5 – 1                                                                    | Macedonia                                                                | Qual. Euro 2016                                                          | 1                                                                        |                                                                          |
| 9-10-2014                                                                | Skopje                                                                   | Macedonia                                                                | 3 – 2                                                                    | Lussemburgo                                                              | Qual. Euro 2016                                                          | -                                                                        | 46’                                                                      |
| 27-3-2015                                                                | Skopje                                                                   | Macedonia                                                                | 1 – 2                                                                    | Bielorussia                                                              | Qual. Euro 2016                                                          | -                                                                        |                                                                          |
| 30-3-2015                                                                | Skopje                                                                   | Macedonia                                                                | 0 – 0                                                                    | Australia                                                                | Amichevole                                                               | -                                                                        |                                                                          |
| 5-9-2015                                                                 | Lussemburgo                                                              | Lussemburgo                                                              | 1 – 0                                                                    | Macedonia                                                                | Qual. Euro 2016                                                          | -                                                                        | 37’                                                                      |
| 8-9-2015                                                                 | Skopje                                                                   | Macedonia                                                                | 0 – 1                                                                    | Spagna                                                                   | Qual. Euro 2016                                                          | -                                                                        |                                                                          |
| 9-10-2015                                                                | Skopje                                                                   | Macedonia                                                                | 0 – 2                                                                    | Ucraina                                                                  | Qual. Euro 2016                                                          | -                                                                        |                                                                          |
| 12-10-2015                                                               | Barysaŭ                                                                  | Bielorussia                                                              | 0 – 0                                                                    | Macedonia                                                                | Qual. Euro 2016                                                          | -                                                                        | 86’                                                                      |
| 12-11-2015                                                               | Skopje                                                                   | Macedonia                                                                | 4 – 1                                                                    | Montenegro                                                               | Amichevole                                                               | -                                                                        |                                                                          |
| 23-3-2016                                                                | Capodistria                                                              | Slovenia                                                                 | 1 – 0                                                                    | Macedonia                                                                | Amichevole                                                               | -                                                                        | 51’ 55’                                                                  |
| 29-3-2016                                                                | Skopje                                                                   | Macedonia                                                                | 0 – 2                                                                    | Bulgaria                                                                 | Amichevole                                                               | -                                                                        | 76’                                                                      |
| Totale                                                                   |                                                                          | Presenze                                                                 | 39                                                                       |                                                                          | Reti                                                                     | 7                                                                        |                                                                          |

| Cronologia completa delle presenze e delle reti in nazionale ― Macedonia del Nord | Cronologia completa delle presenze e delle reti in nazionale ― Macedonia del Nord | Cronologia completa delle presenze e delle reti in nazionale ― Macedonia del Nord | Cronologia completa delle presenze e delle reti in nazionale ― Macedonia del Nord | Cronologia completa delle presenze e delle reti in nazionale ― Macedonia del Nord | Cronologia completa delle presenze e delle reti in nazionale ― Macedonia del Nord | Cronologia completa delle presenze e delle reti in nazionale ― Macedonia del Nord | Cronologia completa delle presenze e delle reti in nazionale ― Macedonia del Nord |
| Data                                                                              | Città                                                                             | In casa                                                                           | Risultato                                                                         | Ospiti                                                                            | Competizione                                                                      | Reti                                                                              | Note                                                                              |
| --------------------------------------------------------------------------------- | --------------------------------------------------------------------------------- | --------------------------------------------------------------------------------- | --------------------------------------------------------------------------------- | --------------------------------------------------------------------------------- | --------------------------------------------------------------------------------- | --------------------------------------------------------------------------------- | --------------------------------------------------------------------------------- |
| 25-3-2021                                                                         | Bucarest                                                                          | Romania                                                                           | 3 – 2                                                                             | Macedonia del Nord                                                                | Qual. Mondiali 2022                                                               | -                                                                                 | 88’                                                                               |
| Totale                                                                            |                                                                                   | Presenze                                                                          | 1                                                                                 |                                                                                   | Reti                                                                              | 0                                                                                 |                                                                                   |

## Palmarès

### Club
- Campionato sloveno: 3

Maribor: 2011-2012, 2012-2013, 2014-2015
- Coppa di Slovenia: 3

Maribor: 2011-2012, 2012-2013, 2015-2016
- Supercoppa di Slovenia: 3

Maribor: 2012, 2013, 2014
- Qazаqstan Prem'er Ligasy: 1

Astana: 2016
- Coppa del Kazakistan: 1

Astana: 2016

### Individuale
- Calciatore macedone dell'anno: 2

2012, 2014